# Сахкамінь
Сахкамінь — селище в Україні, у Гуменецькій сільській громаді Кам'янець-Подільського району Хмельницької області.

## Назва
Назва Сахкамінь має породження соціалістичної епохи, тому що було засноване як спеціалізоване селище видобутку вапняку для цукрової промисловості.

## Географія
Селище Сахкамінь розташоване за 74 км від обласного центру та 15 км від районного центру, біля селища проходить автомобільний шлях територіального значення Т 2321.

### Клімат
Сахкамінь знаходяться в межах вологого континентального клімату із теплим літом. Але діяльність людини призводить до поганих змін та глобального потепління. Рівень наповнення річок водою в області становить лише 20 % від необхідного стандарту, значна частина земної поверхні стає посушливою. Для покращення ситуації варто було б відновлювати екосистеми та лісові насадження.

## Історія

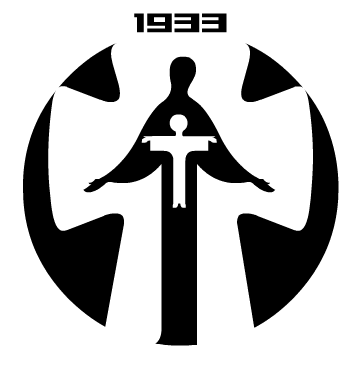
[https://victimsholodomor.org.ua/khmelnytsky/easytable/25-peoples-new.html?start=300 Список жертв Голодомору, Хмельницька область

Селище Сахкамінь заснуване 1930 року, коли було відкрито кар'єр добування вапнякового каменю для цукроварень. Першими будівлями на розробках були їдальня і гуртожиток для обслуговування робітників, які проживали в селах, віддалених від розробок. Адміністрація, бухгалтерія та обслуговуючий персонал підсобного господарства знаходились у Нігині. Туди у школу ходили й учні перших робітників.
У 1932—1933 роках селище зазнало сталінського геноциду.
У 1932 році було побудовано три одноповерхових бараки для робітників. В довоєнний період розвитку Сахкамінського кар'єру розпочалося будівництво особистих будинків робітниками. Перед початком війни вже було побудовано понад 100 дворів і проживало понад 300 жителів. Селище офіційно було назване як Сахкамінь. Школи у селищі не існувало, діти відвідували навчальний заклад у Нігині.
У 1936—1937 роках, під час Великого терору, було вбито чимало осіб різних національностей і професій, багато з них  було виселлено як сім'ї «ворогів народу».
Перед початком німецько-радянської війни вже було побудовано понад 100 дворів і проживало понад 300 жителів.
У роки війни Сахкамінський кар'єр припинив роботу. Майже все чоловіче населення брало участь у війні. У 1944 році підприємство знову запрацювало на повну потужність. З 1946 року селище Сахкамінь значно почало розбудувалося.
Після завершення Другої світової війни у 1946—1947 роках селище вчергове пережило голодомор.
У 1966 році за сприяння адміністрації Нігинського кар'єру, особливо директора Загурського Людвіга Михайловича, у селищі було відкрито восьмирічну школу. Першим директором школи був призначений Соболь Іван Антонович. Зараз школа називається гімназією
З 24 серпня 1991 року селище входить до складу незалежної України.
Місцеві римо-католики спочатку відвідували костел Пресвятої Трійці у Черчеві (після його відкриття), а з осені 1991 року пасіоністи вже відправляли тут Святі Меси у приватному будинку. 1 травня 1991 року було освячено хрест на земельній ділянці під будівництво власної святині. 23 грудня 1991 року влада зареєструвала парафіяльну спільноту. Спорудження костелу здійснене завдяки зусиллям отця Владислава Ванагса із Городка. 30 листопада 1996 року єпископ Ян Ольшанський освятив храм. Проте облаштування святині та її території продовжувалось і далі. Спільнота в Сахкамені та сусідніх селах нараховує близько 1500 вірян.
13 серпня 2015 року, в ході децентралізації, шляхом об'єднання сільських рад село Сахкамінь увійшло до складу Гуменецької сільської громади.

## Населення
За переписом населення України 2001 року в селищі мешкало 963 осіб.
Населення станом на 2015 рік становить 840 осіб.

### Мова
У селі поширена західноподільська говірка, що належить до подільського говору, який належить до південно-західного наріччя.
Розподіл населення за рідною мовою за даними перепису 2001 року:
| Мова       | Відсоток |
| ---------- | -------- |
| українська | 97,76 %  |
| російська  | 2,04 %   |
| білоруська | 0,20 %   |

## Економіка
- ДП «Нігинський кар'єр»

## Інфраструктура
Поблизу селища розташований залізничний однойменний зупинний пункт, де зупиняються приміські поїзди. У селищі є декілька багатоквартирних будинків. Окрасою селища є католицький храм Святого Андрія Апостола на пагорбі, що входить до складу Подільських Товтр.

## Релігія
- Церква Святого Апостола Фоми
- Костел Святого Андрія Апостола (РКЦ)

## Спорт
В селищі діє аматорська футбольна команда «Гірник» (Сахкамінь), яка періодично грає чемпіонаті Кам’янець-Подільського району з футболу..

## Персоналії
Проживали та перебували:
- Гончарук Віктор Олександрович — український поет, журналіст, дитинство пройшло в селищі Сахкамінь, закінчив Сахкамінську восьмирічну школу у 1969 році.
- Підгородецький Мусій Веремійович —  український радянський діяч, голова робітничого комітету нігинських розробок Сахкамінь.

## Світлини

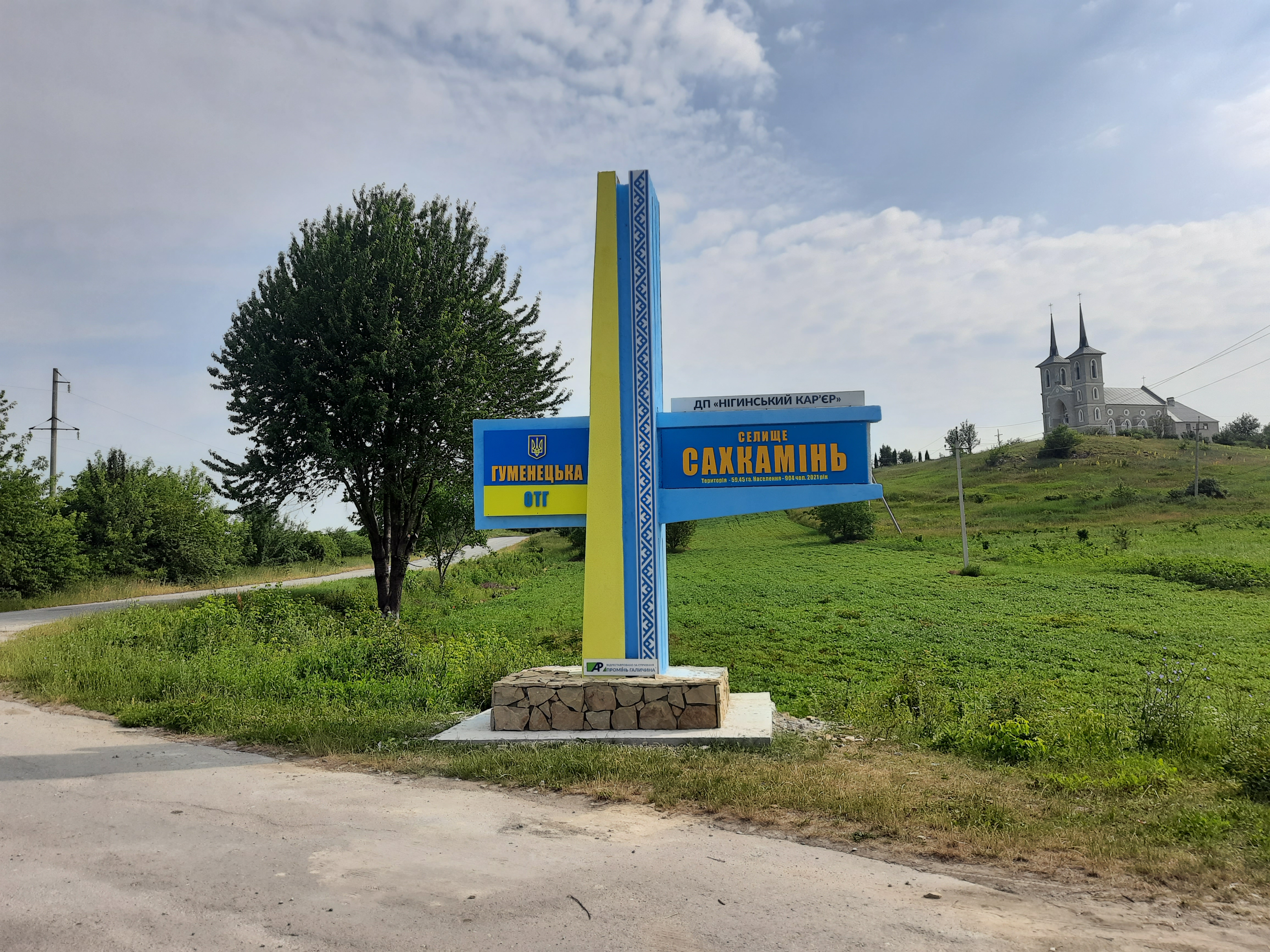
В'їзд у селище
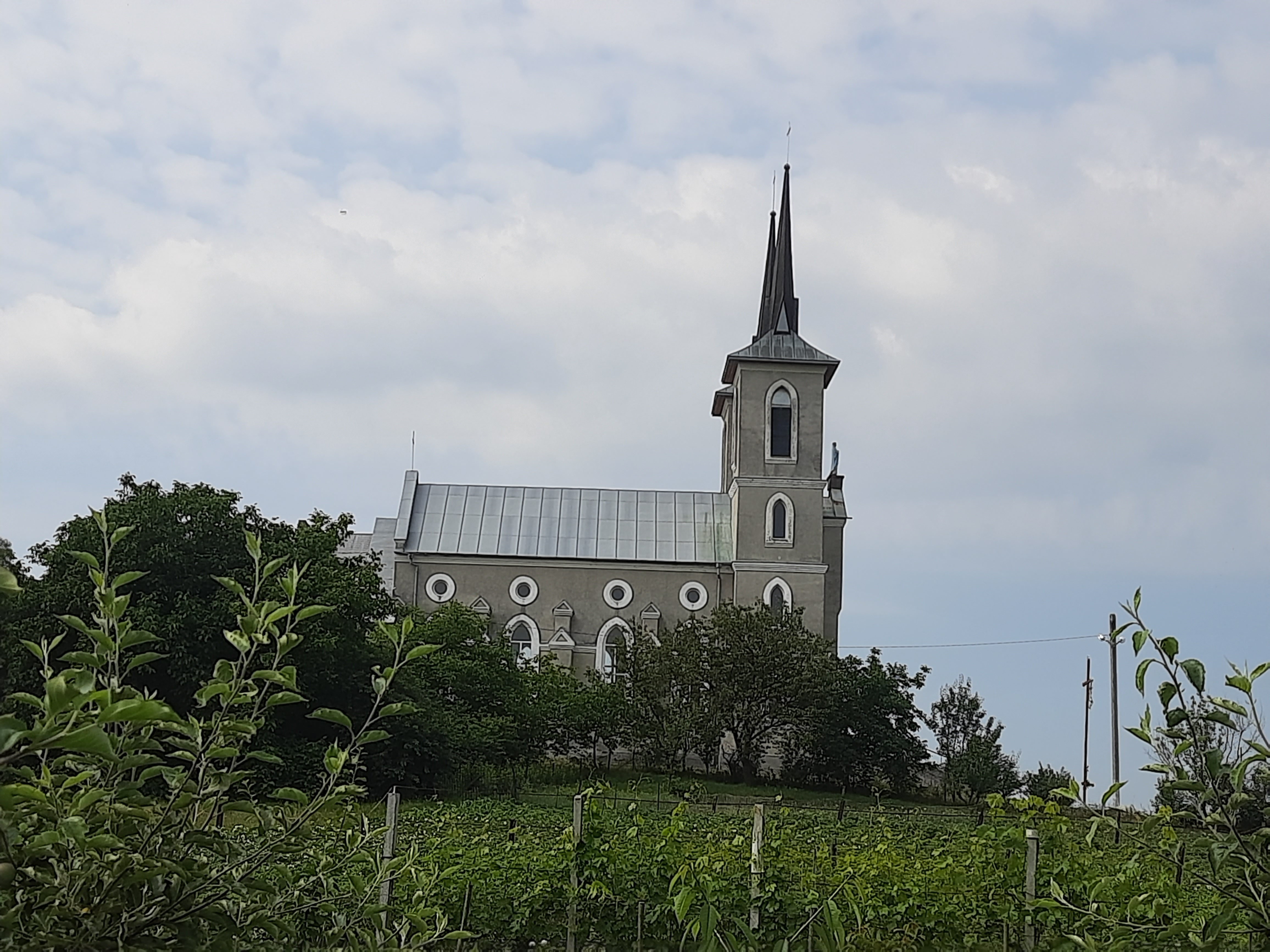
Костел Святого Андрія Апостола (1996)
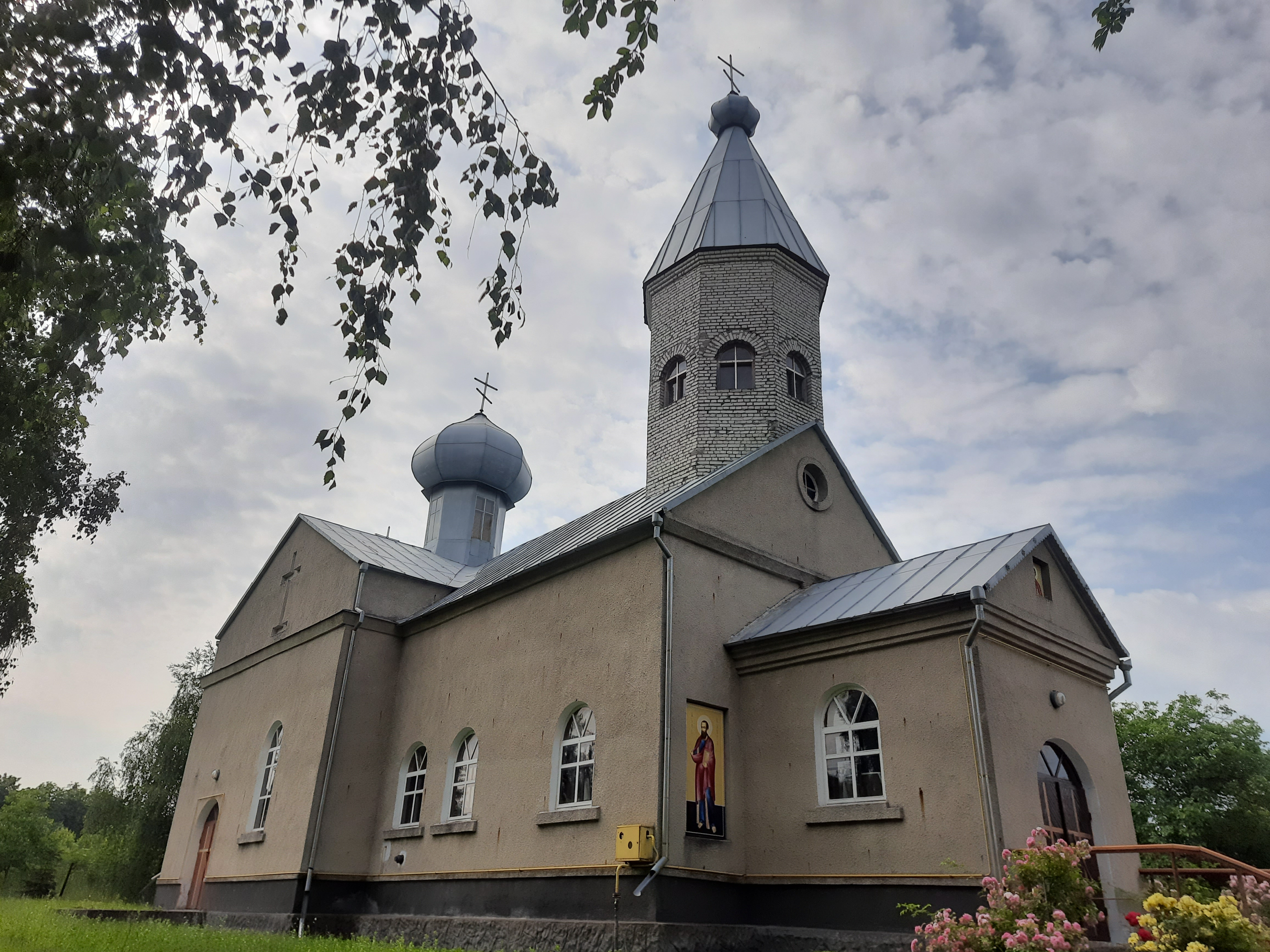
Церква Святого Апостола Фоми
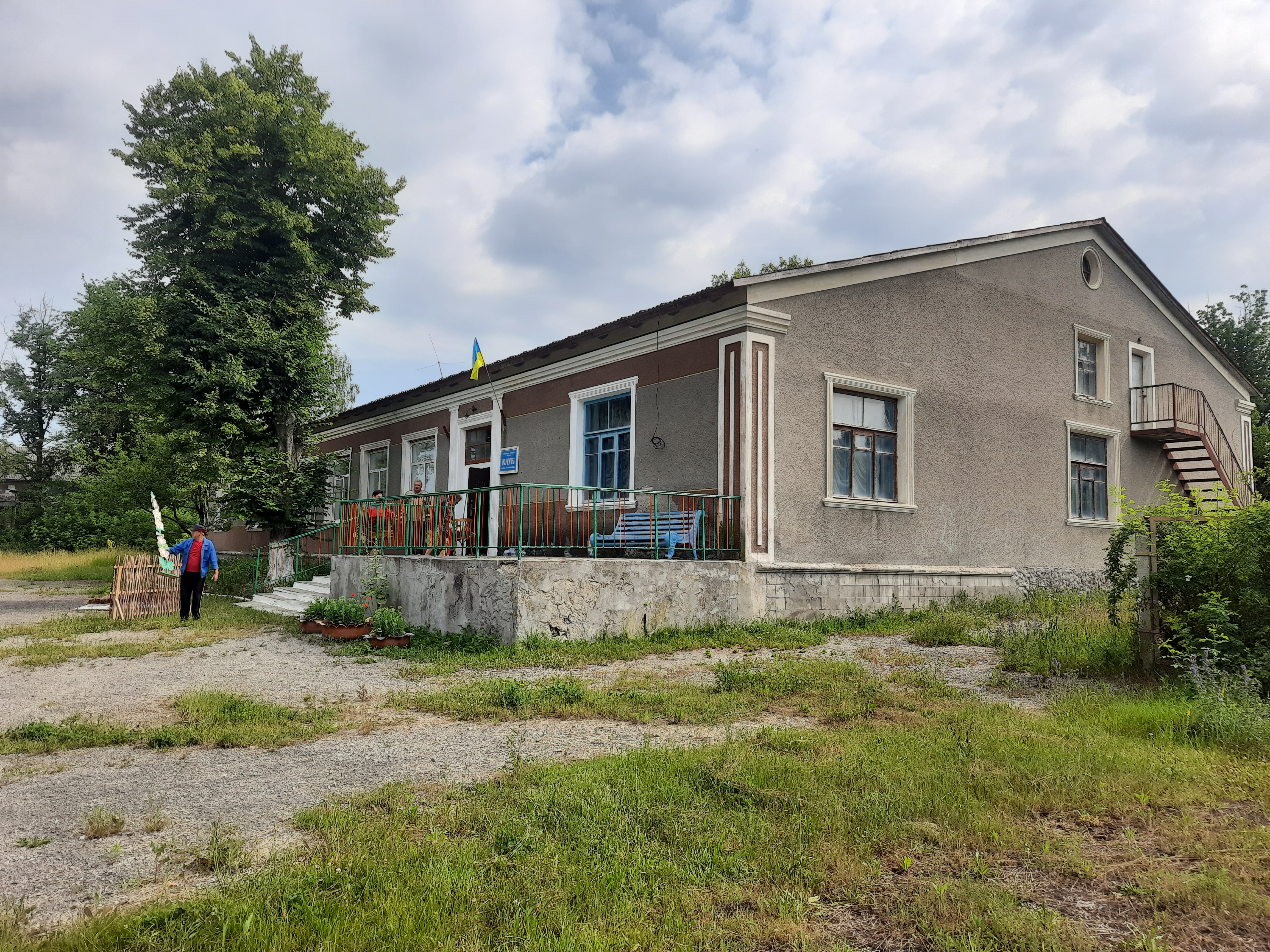
Клуб
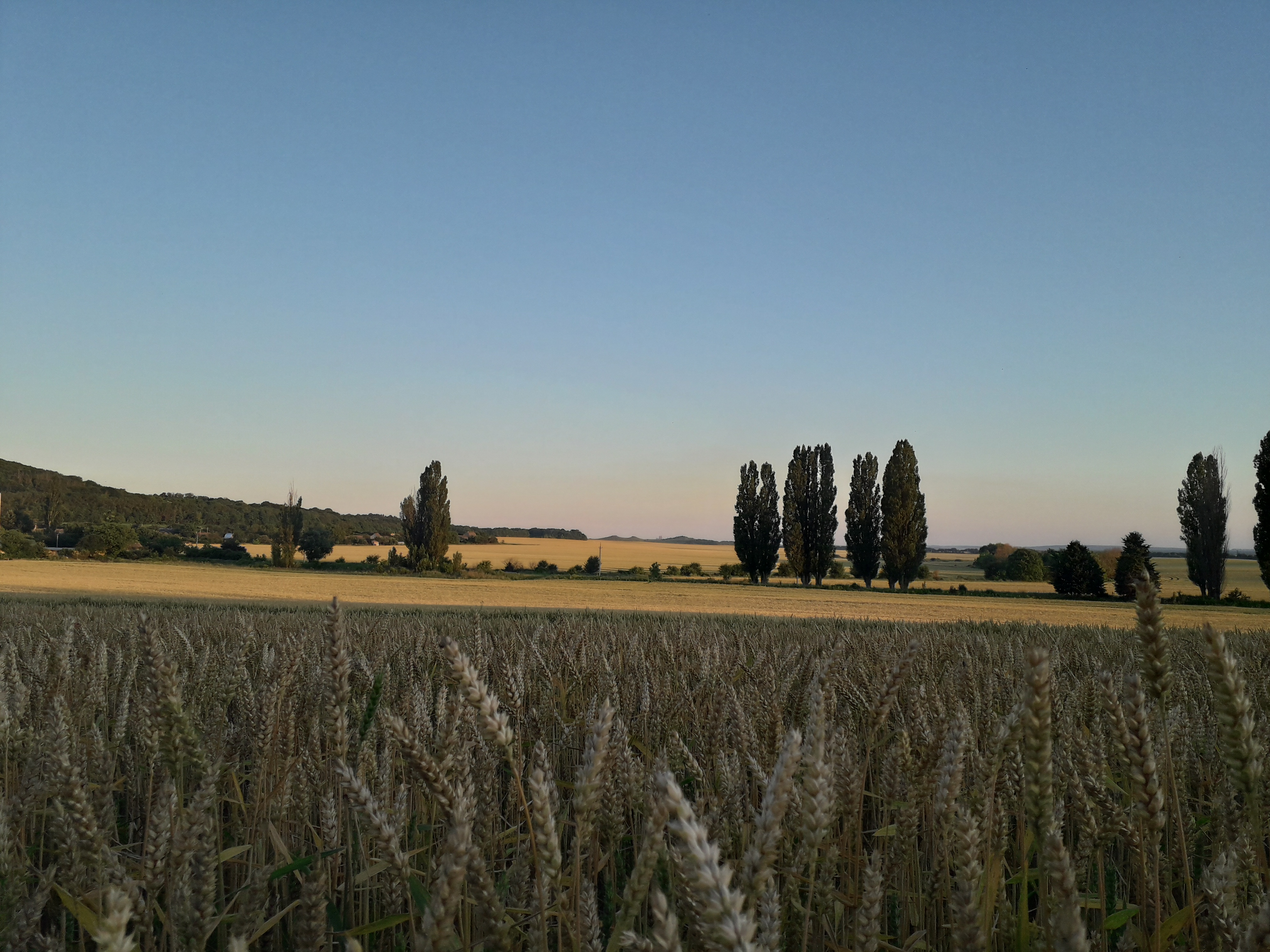
Поле на околиці Сахкаменя
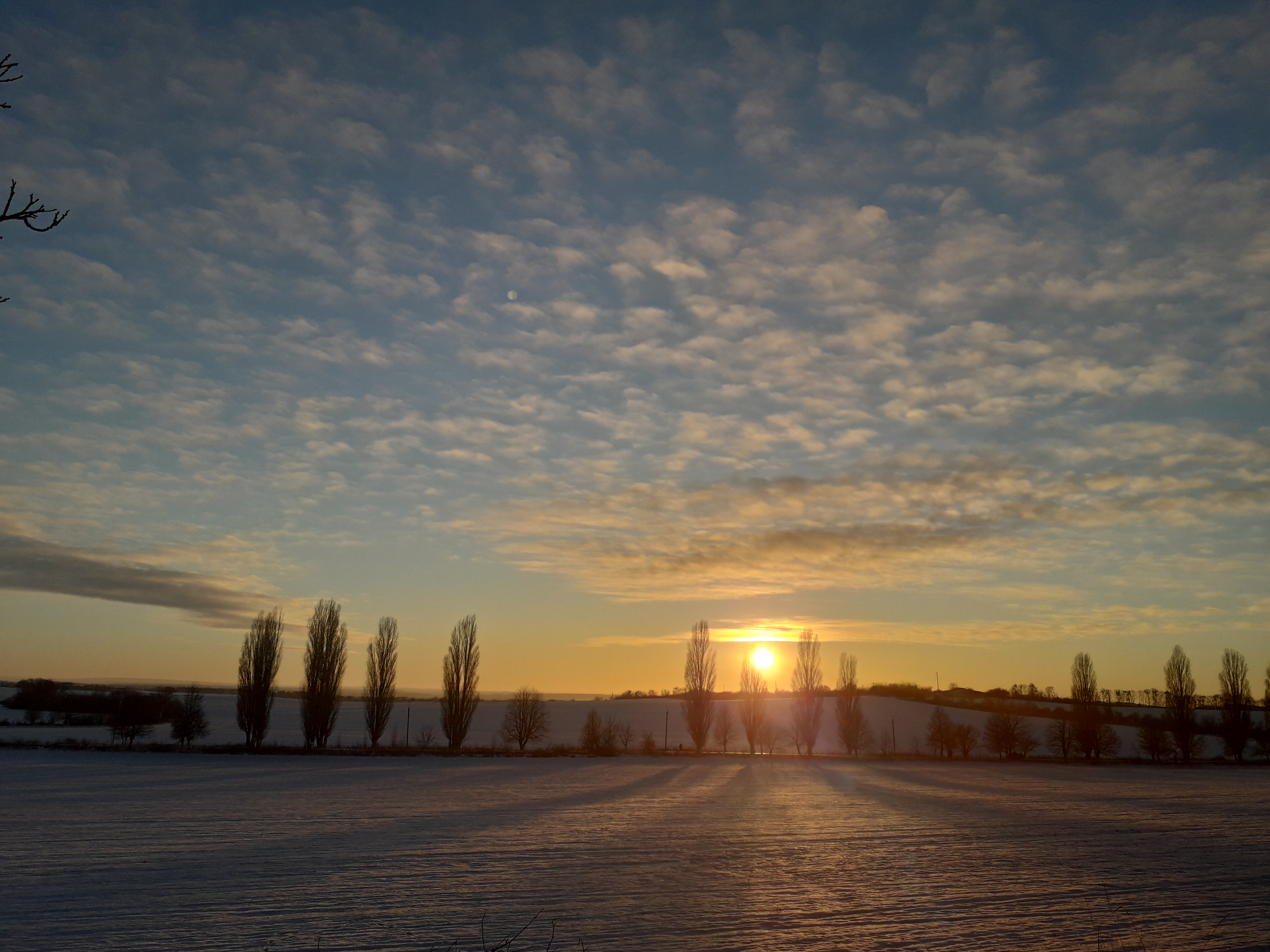
Захід сонця у Сахкамені
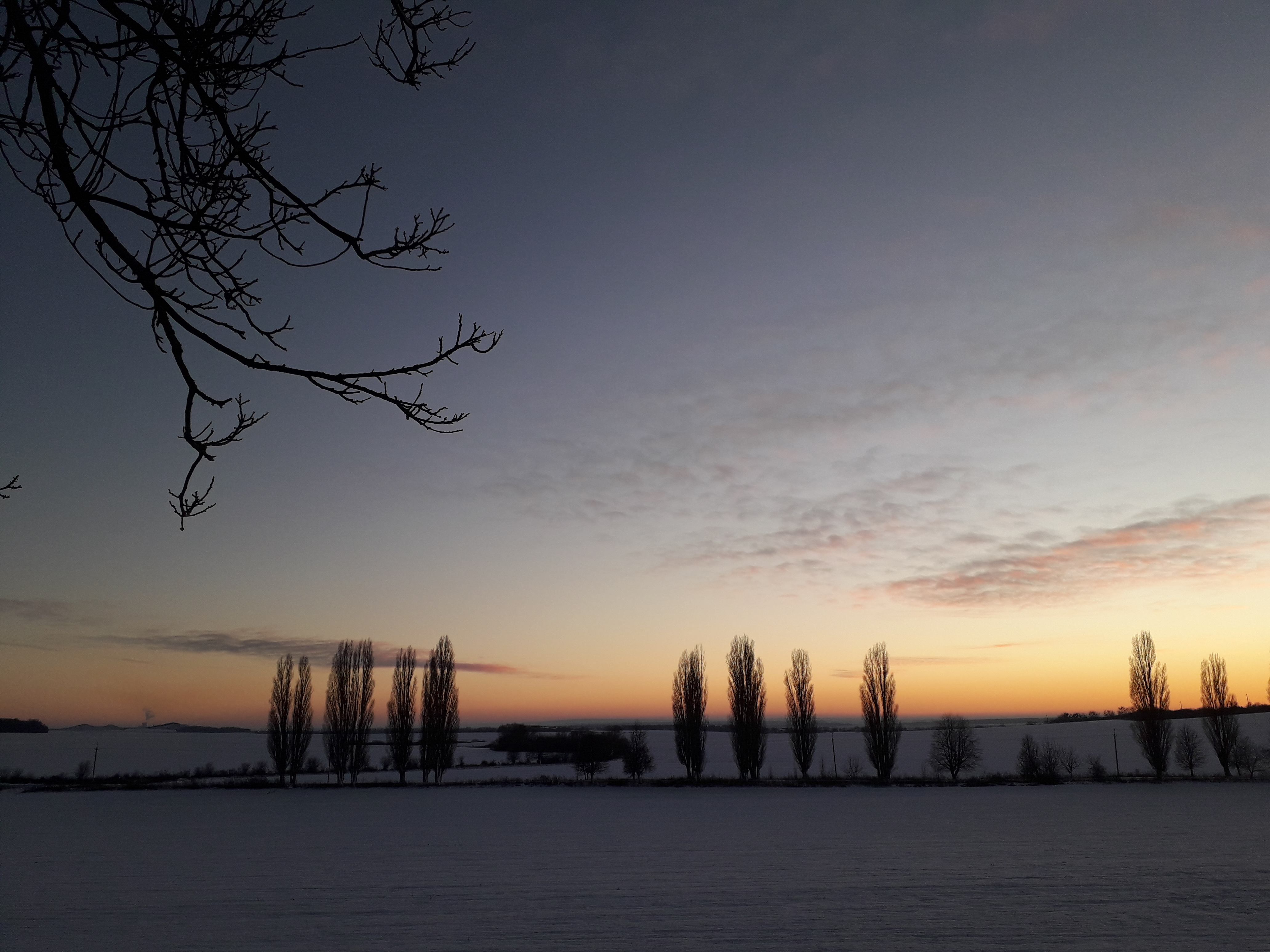
Захід сонця взимку